# رونالد رينز
رونالد رينز (بالإنجليزية: Ronald Raines)‏ هو سياسي أسترالي، ولد في 6 نوفمبر 1929. انتخب عضو المجلس التشريعي نيو ساوث ويلز.